# 4×4 World Trophy
4×4 World Trophy es un videojuego de carreras desarrollado por Infogrames en 1999 para las plataformas Windows, PlayStation y Game Boy Color. La versión para Dreamcast fue cancelada.

## Juego
Basado en carreras reales, hay 27 vehículos (Jeep, Ford, Ram, etc..), también hay modificables, en las carreras hay sorpresas como: atajos, objetos rompibles, etc.
Hay 11 lugares reales donde competir, a través de ellos hay: arena, nieve, agua y mucho más. 
El juego es más barato en PlayStation que en Game Boy Color, la versión en PC es 3D y la GBC 2D